# Gornji Kukuruzari
Gornji Kukuruzari – wieś w Chorwacji, w żupanii sisacko-moslawińskiej, w gminie Donji Kukuruzari. W 2011 roku liczyła 51 mieszkańców.